# NGC 7773
NGC 7773 في الفهرس العام الجديد، هي مجرة، تقع في كوكبة الفرس الأعظم. اكتشفت في 9 أكتوبر 1790 بواسطة ويليام هيرشل.

## روابط خارجية
- NGC 7773 على موقع ويكي سكاي: DSS2, SDSS, GALEX, IRAS, Hydrogen α, X-Ray, Astrophoto, Sky Map, Articles and images